# Alexandru Obreja
Alexandru Obreja (n. 26 mai 1908 – d. 1 octombrie 1985) a fost un geograf român care s-a născut în satul Gugești, comuna Boțești din județul Fălciu (azi județul Vaslui). Fiind primul născut dintre cei șapte copii ai unei familii de țărani, Alexandru Obreja primește de la părinții săi, Teodor și Ecaterina Obreja, o educație simplă dar sănătoasă, lor datorându-le omenia, modestia, comportamentul ales cu cei din jur și alte calități care au făcut din el o persoană plăcută și o companie agreabilă.

## Studii
Între anii 1915 și 1921 a urmat cursurile școlii elementare din comuna natală, Boțești. Cu eforturi fnanciare din partea părinților, în 1921 se înscrie la Liceul „Cuza Vodă” din Huși, secția reală, dar în 1926 îl întrerupe, din cauza problemelor financiare. Ca să se întrețină, se angajează ca învățător, în același timp și ca director la școala primară din Bojul de Sus . În anul 1927 reușește să se reînscrie la liceul din Huși, pe care îl termină în 1929. Abia în 1931 se înscrie la Universitatea „Alexandru Ioan Cuza” din Iași, urmând cursurile Secției de Geografie din cadrul Facultății de Științe, pe care o termină în anul 1935, când își ia și licența. Se înscrie la doctorat în anul 1938. Pentru realizarea tezei de doctorat, cu titlul „Câmpia Tecuciului-Studiu de geografie fizică” a lucrat mai mulți ani, definitivând-o abia în anul 1965 la Universitatea din Cluj-Napoca, sub îndrumarea Prof. Dr. Doc. Tiberiu Morariu. Această splendidă lucrare nu a fost publicată integral;doar câteva capitole au reușit să vadă lumina tiparului, sub forma unor studii de geomorfologie și hidrologie.

## Cariera profesională
Activitatea de profesor de geografie o începe ca suplinitor la Gimnaziile „Ștefan Vodă” și „Alexandru cel Bun” din Iași. Din 1938 este numit profesor la cel mai renumit liceu din Moldova, Liceul Internat, până în 1940. Între 1940 și 1943 predă la Seminarul Pedagogic Universitar dar după război revine la Liceul Internat unde este remarcat datorită calităților sale profesionale și numit asistent la Catedra de Geografie a României din Universitatea Ieșeană.
După o întrerupere a activității didactice din cauza războiului, timp în care a luptat pe front și a fost prizonier de război (1944-1946),  revine la Liceul Internat și predă în perioada 1946-1949.
Urcă apoi, succesiv, treptele ierarhice ale învățământului superior:1950-șef de lucrări, un an mai târziu conferențiar și din 1969 profesor. Este pensionat în 1973, dar rămâne profesor consultant la Catedra de Geografie  până la decesul său. De-alungul carierei sale, a predat nenumărate cursuri: Istoria Geografiei, Geografia fizică și economică a României și a continentelor, Toponimie geografică, Metodica predării geografiei, Geografia U.R.S.S.
Formându-se sub îndrumarea unor savanți de prestigiu precum M. David, Gh.Năstase, I. Atanasiu, I. Borcea și C. Papp, având o instruire temeinică obținută la Universitate și perfecționându-se printr-o muncă personală asiduă, Alexandru Obreja a reușit să se remarce în lumea geografică din timpul său. Cercetările sale s-au axat preponderent pe Geomorfologie, Geografie Fizică și Economică precum și Geografie Umană sau Istoria Geografiei.
Se înscrie la doctorat în anul 1938, lucrând mai mulți ani la teza de dizertație intitulată: Câmpia Tecuciului - Studiu de geografie fizică”. A analizat cu precădere particularitățile Câmpiei Tecuciului, o mică dar originală subunitate a Câmpiei Române. Lucrarea a fost definitivată și susținută în anul 1965 la Universitatea din Cluj,  sub conducerea prof. Tiberiu Morariu. Teza de doctorat este realizată pe baza unor metode moderne de investigare, metode care abia începeau să pătrundă în epoca respectivă, în cercetarea geografică. Profesorul Obreja a utilizat tehnici noi în studiile de detaliu, și anume,  analizele granulometrice folosite pentru determinarea originii anumitor depozite cuaternare și a dat o atenție deosebită fenomenelor provocate de neotectonică. Din păcate, lucrarea nu a fost publicată în volum, ci doar capitole sub forma unor studii în domeniul geomorfologiei și hidrologiei.
A desfășurat o activitate de excepție în mediul academic, iar cursurile: Istoria geografiei, Geografia fizică și economică a României și a continentelor, Toponimia geografică, Metodica predării geografiei, ș. a. au  fost audiate cu deosebit interes de către studenți. A fost dascăl de elită, de aleasă noblețe sufletească și modestie, un om căruia studenții îî spuneau cu simpatie și afecțiune “Senior Obreha”.
În ultimii ani a reluat  preocupările mai vechi de geografie umană, în special de toponimie, acordând o atenție deosebită unor toponime insuficient clarificate până atunci, din Moldova și din alte ținuturi românești. A participat activ la realizarea Dicționarului geografic al județului Iași (1979), primul din noua serie de dicționare geografice ale județelor,  prelucrând în variantă proprie efortul colectiv al profesorilor de geografie din județ.  Demne de menționat sunt  și  cărțile: Memoria continentelor (1975),  Clasic și modern în geografia ieșeană și din Moldova (1984), Istorie a dezvoltării geografiei în România (Iași), Metodica predării geografiei (Iași), Drumuri și popasuri  prin Moldova deluroasă (Editura Junimea, Iași).

## Principalele lucrări
Activitatea științifică a început prin publicarea, în 1936, a unei lucrări legate de zona natală, ținutul Gugeștilor. În același an, publică un studiu asupra târgurilor din Moldova în secolul al XIX-lea. Unele publicații, cum ar fi „Memoria continentelor”, o atractivă lucrare de popularizare a contribuțiilor românești  la lărgirea orizontului geografic al omenirii, cursul tipărit de „Metodica predării geografiei”, alături de cel multiplicat de „Istorie a dezvoltării geografiei în România”, vădesc preocupările didactice și dorința de a oferi studenților surse de informare cât mai utile. În anii postbelici, Obreja s-a concentrat pe probleme de geografie fizică, analizând cu precădere caracteristicile Câmpiei Tecuciului. De asemenea, „a lăsat rezultate de valoare în evidențierea unor aspecte demne de interes ale reliefului Podișului Central Moldovenesc,ale teraselor și albiei majore ale Jijiei și Bahluiului, etc.” Alexandru Obreja a muncit mult și la realizarea unor monografii, cum este cea a orașelor Dorohoi și Tecuci.
În ultimii ani ai vieții sale a reluat cercetările legate geografia umană, în special cele de toponimie, întrucât a remarcat existența unor toponime insuficient clarificate, din Moldova dar nu numai. O realizare extraordinară este publicarea „Dicționarului geografic al județului Iași”, primul din noua serie de dicționare geografice ale județelor.

### Cărți, articole publicate
- „Zonele economice ale Iașului”, Lucr. Sem. Geografic „Dimitrie Cantemir”,IV, Iași-1943
- „Observațiuni geomorfologice și hidrogeologice în Valea Bârladului(Regiunea Crivești-Berheci)”-1952
- „Probleme geografice ale Arcticii Sovietice”-Natura,6 ,1953
- „Considerațiuni geomorfologice asupra nisipurilor din Câmpia Tecuciului”,Probl. Geogr. IV-1956
- „Lacul Baikal”-Natura,5-6 – 1961
- „Principii,metode și procedee aplicate în predarea geografiei în școlile de cultură generală” Natura,4-1964
- „Analiza granulometrică a nisipurilor de pe cursul Bârladului și semnificația lor geografică”, ASUCI-GG,sect.II-b,XIV,Iași – 1968
- „Memoria continentelor” Edit. Junimea, Iași – 1975
- „Drumuri și popasuri prin Moldova deluroasă”, Edit. Junimea, Iași – 1981
- „Câteva toponime rare din județul Iași” BSSGR,VII(LXXVII), pag. 231, București – 1984

## Alte aspecte din viață
„A fost membru activ în cadrul SSGR, susținând o intensă activitate de prezentare de conferințe pe teme științifice geografice; a condus aplicații de teren la taberele curs pentru profesorii de geografie organizate la Suceava și Piatra-Neamț. În ultimii ani a fost membru în Comitetul Filialei Iași a SSGR.” „Cei care i-au fost apropiați cunosc pasiunea pe care a avut-o pentru vânătoare, pasiune izvorâtă din dragostea pentru natură și bogățiile ei. A scris mult, prezentând cu ochiul geografului felurite întâmplări vânătorești pe care le regăsim în Almanahul Vânătorului și Pescarului Sportiv, sau în Revista „Vânătorul”.”
A fost „concentrat pe front în 1943 cu Regimentul 12 infanterie Bârlad în calitate de comandant de pluton, luând parte la luptele de pe Nistru”. Între anii 1944 și 1946 a fost prizonier de război în fosta URSS. S-a stins din viață în anul 1985, la data de 1 octombrie, în Iași.